# Saint-Pierre-du-Tronchet
Saint-Pierre-du-Tronchet est une ancienne commune française du département de la Manche. La commune a été supprimée en 1836 et le territoire a été réparti entre Villedieu et Saultchevreuil-du-Tronchet. Tout le quartier des bords de Sienne, de la demi-lune jusqu’au pont-de-pierre et la route de Granville fut annexé à Villedieu.
En 1964, Villedieu-les-Poêles absorbe la commune de Saultchevreuil-du-Tronchet (et, en conséquence, la totalité du territoire de l'ancienne commune de Saint-Pierre-du-Tronchet).

## Toponymie
La paroisse était dédiée à l'apôtre Pierre. Le tronchet désigne un lieu plein de souches. On retrouve ce toponymes dans d'autres communes de l'Ouest, notamment deux communes, une en Ille-et-Vilaine et une autre dans la Sarthe.

## Administration
| Période                                                                                       | Période | Identité              | Étiquette | Qualité |
| --------------------------------------------------------------------------------------------- | ------- | --------------------- | --------- | ------- |
| …1792                                                                                         |         | G. Simon de Latouche  |           |         |
| …1794                                                                                         | 1797    | G. Simon de Latouche  |           |         |
| 1797                                                                                          | …       | Jean-François Foubert |           |         |
| …                                                                                             | 1798…   | Gabriel Le Dieu       |           |         |
| …1800                                                                                         | 1808    | Gabriel Le Dieu       |           |         |
| 1808                                                                                          | 1811    | Jean-François Foubert |           |         |
| 1811                                                                                          | 1826    | Jean-Baptiste Chalmé  |           |         |
| 1826                                                                                          | 1836    | Michel Lecerf         |           |         |
| Une partie des données est issue d'une liste établie par Jean Pouëssel et Pierre Lechevalier. |         |                       |           |         |

## Démographie
| 1793 | 1800 | 1806 | 1821 | 1831 | 1836 |
| ---- | ---- | ---- | ---- | ---- | ---- |
| 335  | 324  | 347  | 446  | 440  | 461  |

## Lieux et monuments
- Église Saint-Pierre remaniée au XVIIIe siècle. Elle présente des vestiges de maçonneries en opus spicatum sur le mur gouttereau sud, attestant d’une date de construction autour du XIIe siècle[4].

L'édifice abrite une chaire à prêcher du XIXe, un contreretable aux douze Apôtres du maître-autel du XVIIIe, les statues de sainte Venice du XVIe, de saint Pierre du XVIIe, d'une Vierge à l'Enfant du XVe classée au titre objet aux monuments historiques.
- Croix de cimetière du XVIIe siècle.